# Blattella barthi
De Blattella barthi is een insect uit de orde kakkerlakken en de familie Blattidae. De soort werd voor het eerst geldig gepubliceerd door L.M. Roth in 1985.

## Verspreidingsgebied
De soort komt voor in Ecuador.